# La nit abrasadora
La nit abrasadora (títol original en anglès: Night of the Big Heat al Regne Unit, Island of the Burning Damned als Estats Units) és una pel·lícula de Ciència-ficció britànica dirigida per Terence Fisher i estrenada el 1967. La protagonitzen Christopher Lee i Peter Cushing. Adaptació de la novel·la de John Lymington, Night of the Big Heat.
Després de The Earth Dies Screaming (1965) i L'illa del terror (1966), és el tercer relat de ciència-ficció dirigit per Terence Fisher. L'argument agafa l'ona de les pel·lícules americanes sobre el tema de la invasió extraterrestre del decenni dels anys 1950.
Ha estat doblada al català.

## Argument
Una inversemblant onada de calor afecta en ple hivernn l'illa britànica de Fara. A l'hostal del "Cigne Blanc", la tensió puja al mateix temps que la temperatura. El misteriós client Hanson no acabarà descobrint la causa d'aquest estrany microclima: els extraterrestres es preparen per envair la Terra i la calor intensa els és indispensable per sobreviure.

## Al voltant de la pel·lícula
- La pel·lícula descansa essencialment en els diàlegs i l'actuació dels actors per comunicar la tensió psicològica al públic. Els efectes especials intervenen més tard en el relat i denoten una manifesta modèstia de mitjans.
- El distribuïdor francès Empire Distribution va aprofitar oportunament la consonància sexual del títol per treure la pel·lícula en sales especialitzades, trufant-la d'escenes pornogràfiques addicionals. Excepte les seves dues vedettes femenines Sarah Lawson i Jane Merrow, cap altre nom del repartiment o de l'equip tècnic no van figurar al cartell.